# Lateefa Al Gaood
Lateefa Al Gaood, född 1956, är en bahranisk politiker.
Hon blev 2006 sitt lands första kvinnliga parlamentsledamot. Hon var också den första kvinnan som valdes till en politisk post i Gulfländerna. 